# 855

## Събития
- Кирил съставя първия вариант на славянската азбука – глаголицата. С тесен кръг ученици светите братя започват превода на Библията от гръцки на славянски език.

## Починали
- 17 юли – Лъв IV, римски папа
- 29 септември – Лотар I, френски крал